# Aderus ankavandranus
Aderus ankavandranus es una especie de coleóptero de la familia Aderidae. Fue descrita científicamente por Maurice Pic en 1951.

## Distribución geográfica
Habita en Madagascar.